# Ключковка
Ключковка — хутор в Миллеровском районе Ростовской области. Входит в состав Дёгтевского сельского поселения.

## География

### Улицы
- ул. Горная,
- ул. Песчаная.

## Население
| 2010 |
| ---- |
| 109  |